# ایو برنت
ایو برنت (انگلیسی: Eve Brent؛ ۱۱ سپتامبر ۱۹۲۹ – ۲۷ اوت ۲۰۱۱) یک هنرپیشه اهل ایالات متحده آمریکا بود. وی بین سال‌های ۱۹۵۵ تا ۲۰۱۱ میلادی فعالیت می‌کرد.
از فیلم‌های معروف او می‌توان به بازی در فیلم  کارشناسان، میمون زرنگ و محو شدن به سمت سیاهی اشاره کرد.